# 大貝日出夫
大貝 日出夫（おおがい ひでお、1933年8月31日 - ）は、日本の実業家。

## 人物・経歴
大貝二美男の長男として福岡県に生まれる。1952年福岡県立修猷館高等学校を経て、1958年東京大学法学部公法学科を卒業。
1958年4月昭和電工（現・レゾナック・ホールディングス）に入社。同社において、1980年1月炭素営業部長、1985年3月参与炭素事業部長、1989年3月取締役大阪支店長、1993年3月常務取締役を務めた後、1997年3月昭光通商代表取締役社長に就任。1999年3月同相談役となる。